# Afowiri Fondzenyuy
Afowiri Kizito Fondzenyuy (né le 26 décembre 1972) est un philanthrope camerounais, entrepreneur social, collecteur de fonds de charité et enthousiaste marathon, qui dirige des marathons à Toghu pour recueillir des fonds pour diverses causes caritatives. Il a le Record Guinness du monde pour la course de marathon la plus rapide dans Toghu traditionnel attire.and est un Abbott Major Marathon finisher des Six Étoiles,,.

## Jeunesse et éducation
Afowiri Kizito est né le 26 décembre 1972 à Bamenda, dans le nord-ouest du Cameroun. IIl a fréquenté plusieurs écoles primaires au Cameroun, notamment celles de Bafoussam et de Yaoundé. En 1990, il a terminé ses études secondaires au Sacred Heart College à Mankon, puis a poursuivi ses études secondaires au GHS Mbengwi au Cameroun. Afowiri a obtenu une licence en économie à l'Université de Dschang au Cameroun et une maîtrise en administration des affaires et en études internationales à l'Université de St. Thomas à Houston, Texas, aux États-Unis, en 2006.

## Carrière et record du monde Guinness
Afowiri a commencé à participer à des marathons en 2011, lorsqu'il a pris part au marathon Thunder Road à Charlotte, en Caroline du Nord, aux États-Unis, pour collecter des fonds pour les enfants défavorisés. Il a également participé au marathon de Houston en 2017, ainsi qu'aux marathons de Boston et de Sydney en 2023,,.. En 2024, Afowiri a établi un record du monde Guinness de marathon, devenant ainsi le premier homme à détenir le record du marathon le plus rapide réalisé en portant une tenue Toghu. Afowiri a bouclé le marathon en 4 heures et 24 minutes.
Afowiri a reçu le soutien de Camerounais de haut niveau, notamment Henri Dikongué, le chanteur primé Mr. Leo, et Christopher J. Lamora, qui l'ont encouragé après le marathon de Tokyo 2024,.

## Honneurs
En 2023, Afowiri a été honoré avec le Presidential Volunteer Service Award, également connu sous le nom de President's Lifetime Achievement Award, pour son travail bénévole consacré au service public,.

## Activité caritative et collecte de fonds
Fondzenyuy est également connu pour son implication dans diverses activités caritatives. Il a soutenu de nombreuses initiatives, notamment la sensibilisation à l'autisme, la construction d'écoles et la fourniture de matériel didactique aux écoles au Cameroun. En 2006, il a fondé une organisation non gouvernementale connue sous le nom de Fondation Amom,.
En 2024, Fondzenyuy a participé à la Marathon de Tokyo, Japon, une partie de la Marathon Mondial Majeur Série (WMM), pour lever des fonds,. Les fonds de l'événement visaient à construire des ponts au Cameroun pour améliorer les infrastructures et la connectivité dans certaines régions,,.